# Ujong Mesjid Tanoh Abee
Ujong Mesjid Tanoh Abee is een bestuurslaag in het regentschap Aceh Besar van de provincie Atjeh, Indonesië. Ujong Mesjid Tanoh Abee telt 310 inwoners (volkstelling 2010).